# Orthostolus robustus
Orthostolus robustus är en skalbaggsart som först beskrevs av Sharp 1878.  Orthostolus robustus ingår i släktet Orthostolus och familjen glansbaggar.

## Underarter
Arten delas in i följande underarter:
- O. r. robustus
- O. r. lanaiensis